# 张秉辉
张秉辉（1899年—1955年），福建闽侯人。

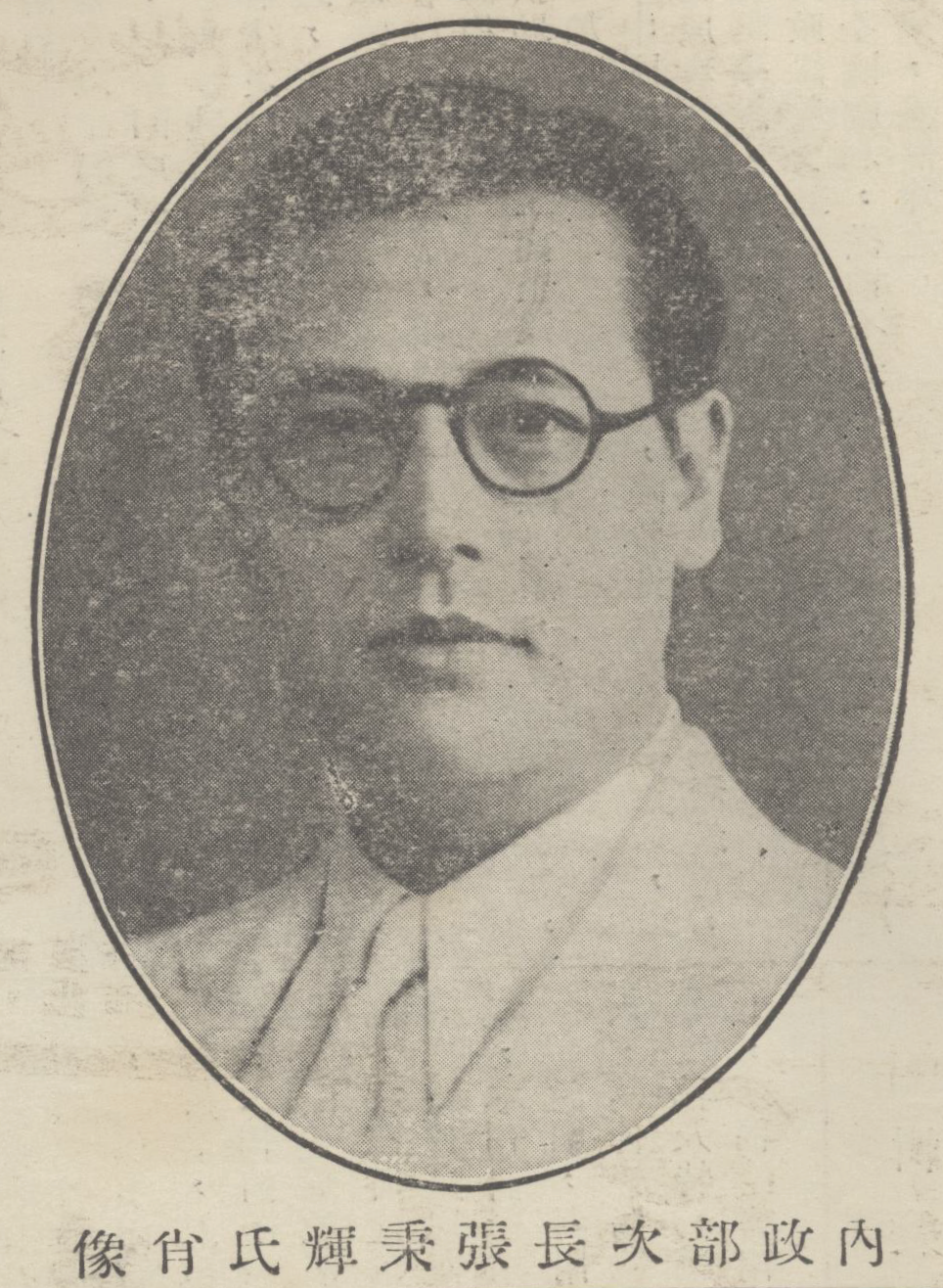
張秉輝

张秉辉早年先后就读于福建公立法政学校政治经济学系、江苏陆军军官学校步兵科、广东国立法政专修学院。曾在广东两江警备司令部、建国闽军警备司令部、广州大本营、广州大元帅府、广州国民政府、国民革命军第二路军等处任职，國民黨北伐时并曾任北伐军总司令部机要秘书，黄埔军校潮州分校政治教官、政治部主任。1929年起，又任上海市社会局科长、代局长，上海粮食委员会主委、上海市合作事业委员会主任。抗日战争初期，国民政府撤离上海时代表上海市政府任上海市各界人民救亡委员会副主任（主任为工商界名流篑延芳）。抗日战争期间加入汪精卫政权，历任内政部次长、教育部总务司长、禁烟总署署长，立法委员。
1949年國共戰爭上海战役前夕参加國民黨革命委員會，于1955年在沪病逝。